# Gestippelde knotsslak
De gestippelde knotsslak (Rubramoena amoena) is een slakkensoort uit de familie van de Trinchesiidae. De wetenschappelijke naam van de soort werd in 1845 als Eolis amoena voor het eerst geldig gepubliceerd in 1845 door Alder & Hancock.

## Beschrijving
De gestippelde knotsslak is een onopvallende zeenaaktslak die een lengte kan bereiken tot 12 mm. Het heeft een doorschijnend, zo niet transparant, lichaam met ingewanden en een bruinachtige spijsverteringsklier die door de lichaamswand heen zichtbaar zijn. De achterkant van het lichaam en de rugtentakels (cerata) zijn bedekt met verspreide gouden of geelwitte pigmentvlekken, die bij sommige dieren meer voorkomen dan bij andere. De stippen zijn vooral aanwezig aan de toppen van de koptentakels en cerata. Er is een bruine band ongeveer halverwege elke rinofoor en rond elke mondtentakel. Vaak is er bruine pigmentatie aan de basis van de cerata aanwezig.
Qua kleur en vorm lijkt de gestippelde knotsslak erg op zijn soortgenoot, de Karmozijnrode knotsslak (Rubramoena rubescens) die zich met dezelfde gewone hydroïdpoliep voedt. Het meest opvallende uiterlijke verschil is dat de karmozijnrode knotsslak meer rood dan bruin gekleurd is, en geen bruine band in het midden van de mondtentakels heeft.

## Verspreiding
De soort komt voor aan de Atlantische kust van Europa, inclusief de Middellandse Zee, Britse Eilanden en de Noordzee. Het voedt zich uitsluitend met de Haringgraat (Halecium halecinum), waarop het dan ook gewoonlijk wordt aangetroffen. In Nederland komt de gestippelde knotsslak waarschijnlijk overal voor op plaatsen waar veel Haringgraat aanwezig is. Echter omdat het een zeer onopvallende soort is is hij alleen nog maar aangetroffen in de Oosterschelde, langs de zuidkust van Schouwen, ongeveer vanaf Burghsluis tot aan Zierikzee (De Val).